# Mein west-östlicher Divan
Mein west-östlicher Divan ist ein 2022 in Berlin bei PalmArtPress erschienener Roman des deutsch-marokkanischen Schriftstellers und Philosophen Fawzi Boubia. Zuvor wurde er in Deutschland, Österreich und in der Schweiz unter dem Titel Heidelberg-Marrakesch, einfach vertrieben. Mit dem neuen Titel kündigt sich noch deutlicher das programmatische Bekenntnis des Autors zu Brückenschlägen zwischen abend- und morgenländischer Kultur in der Nachfolge Goethes an. Er ist der erste und bisher einzige Roman, der in Marokko auf Deutsch geschrieben und in Deutschland publiziert wurde.

## Handlung
Der Ich-Erzähler, ein in Heidelberg lebender marokkanischer Wissenschaftler, in der deutschen Gesellschaft sehr gut integriert, von der deutschen Sprache und Kultur hellauf begeistert, stellt bei den deutschen Behörden einen Antrag auf Einbürgerung.
An einem Dienstag, unmittelbar nachdem der Erzähler einige Tage zuvor mit Freunden und Verwandten sowohl das islamische Opferfest als auch Pfingsten, die zusammenfielen, gefeiert hatte, erhält er die Nachricht, dass sein Antrag auf Einbürgerung angenommen wurde. Euphorisch geht er zunächst einmal in ein Café an der Alten Brücke fürstlich frühstücken. Beim Lesen der Tageszeitung erfährt er von einem schrecklichen Brandanschlag gegen Ausländer, dem eine ganze Familie zum Opfer fällt. Er verzichtet unter diesen Umständen auf die Einbürgerung und irrt an diesem verhängnisvollen Dienstag völlig betroffen, entsetzt und verstört in Heidelberg und Umgebung umher und vergegenwärtigt sich dabei seines Werdegangs in Orient und Okzident.
Interessant sind auch die inhaltlichen Bezüge zu Boubias umfangreichem Werk Von Deutschland lernen: Goethe und Hegel. Mit einem Geleitwort von Hans Christoph Buch.

## Rezeption
Hans Robert Jauß zufolge ist der Roman „ein seltenes Zeugnis der Begegnung zweier Kulturen“ und der Romanist Arnold Rothe, Spezialist für die Maghreb-Studien an der Universität Heidelberg, fragte sich, ob es sich bei diesem Werk um einen „Abschied von einem Mythos“ handelt, und stellte darüber hinaus fest: „Ein Dokument für die Labilität der Akkulturation eines Intellektuellen hierzulande, für dessen Hypersensibilität bei der Wahrnehmung des gesellschaftlichen Umfelds, für die Neigung, auch noch Entferntes auf sich zu beziehen […] kurz: für die psychologischen Schwierigkeiten, in dem neuen Gemeinwesen als sozusagen ganz normaler Bürger zu empfinden und zu reagieren.“
Der Dichter Johannes Balve wendet sich der Struktur des Romans zu: „Geschickt werden Rückblenden eines idyllischen Deutschlandbildes und romantische Erlebnisse in die Erzählung des durch Heidelberg flanierenden Erzählers eingebaut und mit den ernüchternden Beobachtungen der Gegenwart konfrontiert. Zunehmend verwischen die Grenzen zwischen Imagination und Wirklichkeit, Tagträume mit starken Bildern und einer selbständigen Dynamik ergreifen durch ihre mitreißende Intensität.“
Für den Schriftsteller und Philosophen Reinhard Knodt steht die Problematik von Identität und Alterität im Mittelpunkt des Romans: „Im Augenblick dieses schmerzlich empfundenen Identitätstransfers verwebt sich der Erzähler in ein Netz von Gedanken und Erinnerungen an die verlorene Heimat, an die Studienzeit in Heidelberg und an seinen Werdegang in Deutschland im Schatten von Ausländerfeindlichkeit, Rassismus, Rechtsextremismus und mörderischen Anschlägen, aber auch im Licht der Studentenbewegung, der Willkommenskultur, der Lichterketten und der Solidarität vieler Menschen. Somit entwirft er [der Autor] ein recht persönliches Panorama der Geschichte Deutschlands in der Nacht, das er mit dem Land der Dichter und Denker als auch mit dem Anderen Deutschland konfrontiert.“ Und gelangt zu dem Schluss: „von der ersten bis zur letzten Seite faszinierend – eine Meisterleistung der Ironie!“
Der ägyptische Germanist Mustafa Maher hat insbesondere die arabisch-islamischen kulturellen Grundlagen, Hintergründe und Anspielungen des Romans herauskristallisiert und, davon ausgehend, die These vertreten, dass der Autor hier ein anderes, bisher unbekanntes Bild Deutschlands, ein anderes Deutschland eben, präsentiert.
Für den Schriftsteller Habib Mazini ist der Roman, „un vibrant hommage à l’intelligence de tout bord… A lire absolument!“ Dem französischen Literaturwissenschaftler Jacques Proust zufolge vermittelt die Odyssee des Ich-Erzählers bei näherer Betrachtung „eine starke spirituelle Erfahrung“. und Uri Avnerys prompte Reaktion auf das Buch war: „Ich finde es herrlich“
Die Neue Zürcher Zeitung feierte das Werk als „ungewöhnlichen Exilroman“ und Die Tageszeitung übersteigerte sich zu dem Fazit: „Der unterhaltsame Roman ist seit langem das Beste, was Migrationsliteratur zu diesem Thema hervorgebracht hat.“
Ende Dezember 2022 wurde der Roman im Rahmen der Sendung Büchermarkt vom Deutschlandfunk „Das letzte Wort hat Goethe“ besprochen: „Den Weg von der Koranschule seiner Kindheit zur Leidenschaft für die deutsche Kultur und Sprache (…) erzählt Boubia als historisch-biographische Zeitreise zwischen Orient und Okzident. Postkoloniale Kulturkämpfe in Marokko gehören ebenso zu diesem Panorama wie surreale Tagträume im gegenwärtigen Heidelberg.“
Auch ist dieser Roman auf Arabisch und auf Französisch erschienen, vom Autor selbst in die beiden Sprachen übersetzt.